# Antigny (Vienne)
Antigny település Franciaországban, Vienne megyében. Lakosainak száma 543 fő (2022. január 1.). Antigny Haims, Jouhet, Leignes-sur-Fontaine, Paizay-le-Sec, Saint-Germain, Saint-Savin és Villemort községekkel határos.

## Népesség
A település népességének változása:
| Lakosok száma | 578  | 565  | 577  | 549  | 541  | 546  | 541  | 537  | 543  |
|               | 2013 | 2015 | 2016 | 2017 | 2018 | 2019 | 2020 | 2021 | 2022 |